# 8203 Jogolehmann
A 8203 Jogolehmann (ideiglenes jelöléssel 1994 CP10) a Naprendszer kisbolygóövében található aszteroida. Eric Walter Elst fedezte fel 1994. február 7-én.